# Karambolage (Arte)
Karambolage ist eine Fernsehsendung auf Arte, konzipiert von der französischen Filmemacherin Claire Doutriaux, in der wöchentlich deutsch-französische Eigenheiten und Kuriositäten auf künstlerische, humorvolle und experimentelle Art und Weise vorgestellt und erklärt werden. Für die „Idee, Gestaltung und Realisation“ dieser Sendung erhielt Claire Doutriaux 2006 den Adolf-Grimme-Preis in der Wettbewerbskategorie „Spezial“.

## Inhalt der Sendung
Innerhalb wechselnder Rubriken („der Gegenstand“, „das Wort“, „der Brauch“, „das Archiv“, „das Symbol“ etc.) werden den Zuschauern jeweils unter dem Blickwinkel des Fremden verschiedene interessante etymologische und kulturelle Zusammenhänge oder Unterschiede der deutschen und französischen Alltagskultur nahegebracht.
Formal werden Grafik und Animationen favorisiert. Es gibt aber auch Spielszenen, die jedoch durch Bluebox-Verfahren verfremdet und tricktechnisch bearbeitet werden. Bei den Animationen werden oft Collage-Elemente mit Zeichnungen kombiniert. Verwendete Archivaufnahmen bei Bildanalysen erfahren ebenfalls eine grafische Bearbeitung.
Eine feste Instanz am Ende jeder Sendung ist „Das Rätsel“. Dies ist ein kurzes Video einer Alltagsszene, bei dem die Zuschauer anhand eines Indizes herausfinden müssen, ob es in Deutschland oder Frankreich aufgenommen wurde. Die Antwort kann per e-mail an arte gesendet werden. Per Zufall wird dann ein Zuschauer bzw. eine Zuschauerin ausgewählt und bekommt bei Nennung der korrekten Lösung eine „kleine Belohnung“, wie es am Ende des Rätsels aus dem Off heißt.

## Ausstrahlung
Der Ausstrahlungstermin wechselte mehrmals, seit Januar 2023 wird die Sendung in Deutschland sonntags um 18.25 Uhr auf Arte im Mehrkanalton (deutsch/französisch) ausgestrahlt, in Frankreich um 19:30 Uhr. Sie dauert ungefähr 11 Minuten. Wiederholt wird die Sendung unregelmäßig gegen 6.45 Uhr im Frühprogramm der darauf folgenden Woche. Alle Sendungen der letzten Jahre stehen zudem auf der Homepage der Sendung zur Verfügung.
Am 10. Februar 2019 wurde die 500. Folge von Karambolage ausgestrahlt.
Der Etat von Arte reicht für 40 Sendungen im Jahr. Bei 52 Kalenderwochen müssen somit in mindestens 12 Wochen Wiederholungen ausgestrahlt werden oder die Sendungen komplett entfallen. Im Schnitt erreicht Karambolage 80.000 Zuschauer in Deutschland und 500.000 Zuschauer in Frankreich, was damit zu tun hat, dass in Deutschland aufgrund der unterschiedlichen Struktur der Fernsehlandschaft Arte generell weniger als in Frankreich geschaut wird.

## Weitere Veröffentlichungen

### DVDs
Zu der Sendung erschienen insgesamt zehn DVDs im Absolut Medien Verlag. Nach der ersten DVD Karambolage erschienen Karambolage 1 bis Karambolage 10, wobei Karambolage und Karambolage 1 im Inhalt gleich sind und sich nur vom Cover unterscheiden. Die DVDs 3 bis 10 erschienen nur als Bestandteil von Sets à 5 DVDs.
- Karambolage 1 (2005)[3][4]
  - ISBN 978-3-89848-796-2.
- Karambolage 2 (2006)[5][6]
  - ISBN 978-3-89848-824-2.
- Karambolage 1+2 (2007)[7]
  - ISBN 3-89848-840-3.
- Karambolage 1–5 (2008)[8][9]
  - ISBN 978-3-89848-979-9.
- Karambolage 6–10 (2012)[10][11]
  - ISBN 978-3-89848-392-6.

### Bücher
Die Bücher Karambolage 1 (2004) und Karambolage 2 (2007) sind auf Deutsch beim Knesebeck Verlag erschienen, auf Französisch bei Éditions du Seuil.

## Belege
1. ↑  TV-Programm von Arte am 10. Februar 2019 (Memento des Originals vom 13. Februar 2019 im Internet Archive)  Info: Der Archivlink wurde automatisch eingesetzt und noch nicht geprüft. Bitte prüfe Original- und Archivlink gemäß Anleitung und entferne dann diesen Hinweis. Abgerufen am 12. Februar 2019.
2. ↑  Arte DVD Liste (Memento vom 28. Januar 2013 im Internet Archive). Arte Website. Abgerufen am 21. Januar 2013.
3. ↑  Arte Karambolage 1 Arte Website. Abgerufen am 21. Januar 2013.
4. ↑  Karambolage 1. In: absolutmedien.de. Archiviert vom Original am 17. Februar 2013; abgerufen am 8. April 2016.
5. ↑  Arte Karambolage 2 Arte Website. Abgerufen am 21. Januar 2013.
6. ↑  Karambolage 2. In: absolutmedien.de. Archiviert vom Original am 17. Februar 2013; abgerufen am 8. April 2016.
7. ↑  Open ISBN Karambolage 1+2 (Memento vom 28. Dezember 2015 im Internet Archive) Open ISBN Website. Abgerufen am 21. Januar 2013.
8. ↑  Arte Karambolage 1–5 Arte Website. Abgerufen am 21. Januar 2013.
9. ↑  Karambolage 1–5. In: absolutmedien.com. Archiviert vom Original am 15. Februar 2013; abgerufen am 8. April 2016.
10. ↑  Arte Karambolage 6–10 Arte Website. Abgerufen am 21. Januar 2013.
11. ↑  Karambolage 6–10. In: absolutmedien.de. Abgerufen am 8. April 2016.